# شتیلن-آن-میشی
شتیلن-آن-میشی (به فرانسوی: Châtillon-en-Michaille) یک کمون در کشور فرانسه است که در canton of Bellegarde-sur-Valserine واقع شده‌است.

## خصوصیات
شتیلن-آن-میشی ۳۷٫۶۳ کیلومترمربع مساحت و ۳٬۰۹۹ نفر جمعیت دارد و ۵۲۰ متر بالاتر از سطح دریا واقع شده‌است.